# Gianni Resta
Gianni Resta (Milano, 7 febbraio 1974) è un cantautore italiano.

## Biografia
Inizia a suonare a 8 anni con il Bontempi a ventola regalatogli per il suo compleanno dai genitori.
Nel 1997 vince il concorso nazionale per talenti emergenti "Rock Targato Italia", incidendo un brano per una raccolta della Polygram.
Nel 2001 Decide di proporre le sue canzoni esibendosi accompagnato dalla band in numerosi concerti e partecipa a vari laboratori teatrali e musicali, contribuendo attivamente al gruppo degli artisti del Caravanserraglio, fulcro della nuova scena cantautorale milanese.
Nel luglio 2002 apre il concerto di Eugenio Finardi al Palamazda di Milano.
Nel 2003 registra il suo primo album dal titolo Vinco e Torno (prodotto da V2, distribuito da Sony Music ) che viene pubblicato nel gennaio 2004 e che sarà supportato da due videoclip, La visione del gioco di quelli del bar e Non è Domenica, al quale partecipa in un cameo l'attore Natalino Balasso e che verrà premiato al M.E.I..
Sempre nel 2004, con la collaborazione di altri tre artisti del Caravanserraglio, crea uno spettacolo-tributo in memoria di Beppe Viola  che verrà rappresentato in teatri e circoli culturali. Inoltre, Gianni Resta firma le liriche e le melodie dell'album di debutto dei Lombroso (duo rock del violinista degli Afterhours, Dario Ciffo), pubblicato dalla Mescal e dei loro due dischi successivi.
Nel 2005 Vinco e torno, superate le iniziali previsioni di vendita viene ristampato e distribuito dalla Edel su tutto il territorio nazionale. Nel 2006 Resta produce, scrive e dirige la sua prima opera teatrale dal titolo Viaggi galattici e cose dell'altro mondo, commedia comica ispirata a Douglas Adams e al suo best seller Guida galattica per gli autostoppisti, rappresentata nei teatri del nord Italia. Sul palco recita affiancato da altri attori e musicisti.
Il 20 novembre del 2012, a otto anni di distanza dal primo disco, viene distribuito nei negozi l'album Discorocksupersexypowerfunky (prodotto da Mapaco Records, distribuzione Venus) masterizzato a Los Angeles da Brian "Big Bass" Gardner (che ha masterizzato i lavori di Michael Jackson, George Clinton, Donna Summer, Carlos Santana, Tina Turner, Beck, Outkast, Christina Aguilera, Patty Labelle, Nelly Furtado e altri...) per ricreare una “coerenza” di suono con le produzioni di black music a cui l'artista si ispira.
Per promuovere il disco verranno prodotti tre videoclip tutti diretti da Claudio Cecconi mentre per il soggetto e la sceneggiatura ha sempre collaborato lo stesso Resta, il primo video porta il titolo dell'album, Discorocksupersexypowerfunky e viene pubblicato in rete nel Novembre 2013 dal portale web di Sky, la clip è ispirata agli action movie e raccoglie molti consensi.
Il primo show case per Discorocksupersexypowerfunky si è svolto l'11 gennaio 2013 a Parigi presso il cafè-libreria Marcovaldo in presenza di pubblico e giornalisti.
Nell'aprile del 2013 viene pubblicato il secondo video, Occhio ai movimenti, tratto dalle manifestazioni No Tav in Val di Susa.
Nell'ottobre dello stesso anno Gianni Resta scrive e dirige "Soul Kitchen" il primo varietà musicale sul cibo che viene portato in scena durante 10 fortunatissime repliche all'Arci Ohibò di Milano, con la presenza di più di trenta artisti tra musicisti, attori, un presentatore, cori gospel e scrittori.
Nel gennaio del 2014 viene lanciato dal portale di RepubblicaTv il terzo video, Dancing like a fool che vede nuovamente coinvolta la presenza dell'attore Natalino Balasso questa volta però in veste di protagonista, la clip viene molto seguita dal popolo del web e infatti ottiene 38.000 visualizzazioni nelle prime ventiquattr'ore, praticamente un click ogni due secondi, un risultato straordinario per un progetto indipendente.
Nell'ottobre del 2014 parte la seconda stagione di Soul Kitchen, questa volta però lo spettacolo viene inscenato dal prestigioso palco dello Zelig club nella storica sede in viale Monza 140 a Milano, il locale raramente apre le porte alla musica, Soul Kitchen si aggiudica questo privilegio grazie alla proposta musicale di altissimo livello e all'importante seguito di pubblico ottenuto nel corso della stagione precedente.
Nel marzo del 2015 debutta alla Corte Ospitale di Reggio Emilia il workshop teatrale di Roberta Torre (regista di film e musical come Tano da morire, Sud Side Stori e I baci mai dati) dal titolo "Elogio della leggerezza" con le musiche originali scritte, dirette e prodotte da Gianni Resta. Lo spettacolo porterà sul palco una dozzina di donne oversize coreografate da Silvia Gribaudi.
A Gennaio del 2023 Gianni Resta viene inserito nel prestigioso "dizionario dei cantautori e cantautrici del nuovo millennio" a cura del critico musicale Michele Neri ed edito da Iacobelli Editore.
Il 14 Aprile 2023 esce l’album “RestArt” (per l’etichetta Altro Records), il cantautore firma la produzione, i testi, le musiche, gli arrangiamenti, la grafica e il mixaggio e si è avvalso della collaborazione di vari artisti come Andy dei Bluvertigo e Massimo Martellotta dei Calibro 35.
L'8 Maggio dello stesso anno viene pubblicato in anteprima sul sito del Corriere della Sera il videoclip del primo singolo "Il tempo non esiste", girato dalla regista Francesca Lolli.
il 14 Novembre 2023 viene pubblicato sul sito di La Repubblica il videoclip "Bene bene l'inglese" girato, scritto, sceneggiato e montato da Gianni Resta che debutta quindi alla regia dirigendo l'attore Walter Leonardi 

## Influenza culturale
- Nel 2010 la Bonelli Editore pubblicò una sua canzone nel n.9 della collana Caravan di Michele Benevento;
- Gianni Resta è citato nel saggio Musica per i nostri occhi, storie e segreti dei videoclip (edito da Bompiani), curato dal giornalista, regista e autore televisivo Domenico Liggeri.
- Gianni Resta è presente nel volume cantautori e cantautrici del nuovo millennio: il dizionario (edito da Iacobelli editore) curato dal critico musicale, scrittore e autore televisivo Michele Neri.

## Discografia

### Album
- 2004 - Vinco e Torno (V2/Sony Music)
- 2012 - Discorocksupersexypowerfunky (Mapaco records/Venus)

- 2023 - “RestArt”  (Altro Records)

### Brani in compilation
- 1997 - Rock Targato Italia

## Autore
- 2004 - album Lombroso dei Lombroso
- 2007 - album Credi di conoscermi dei Lombroso
- 2010 - album Una vita non mi basta dei Lombroso
- 2015 - colonna sonora per lo spettacolo teatrale Elogio della leggerezza regia di Roberta Torre

## Videoclip
- 2004 - La visione del gioco di quelli del bar
- 2004 - Non è Domenica
- 2012 - Discorocksupersexypowerfunky
- 2013 - Occhio ai movimenti
- 2014 - Dancing like a fool
- 2023 - Il tempo non esiste
- 2023 - Bene bene l'inglese